# Shinmai Renkinjutsushi no Tenpo Keiei
Shinmai Renkinjutsushi no Tenpo Keiei (新米錬金術師の店舗経営 lit. Gestión de la tienda de la alquimista novata?) es una serie de novelas ligeras japonesas escritas por Mizuho Itsuki e ilustradas por Fūmi. Comenzó su serialización en línea en noviembre de 2018 en el sitio web de publicación de novelas generadas por usuarios Shōsetsuka ni Narō. Más tarde fue adquirida por Fujimi Shobō, que ha publicado cinco volúmenes desde el 20 de septiembre de 2019 bajo su sello Fujimi Fantasia Bunko. Una adaptación a manga con arte de kirero se ha serializado en línea a través del sitio web Comic Valkyrie de Kill Time Communication desde el 11 de diciembre de 2020, y hasta el momento se ha recopilado en dos volúmenes tankōbon. Una adaptación de la serie a anime producido por el estudio ENGI está programada para estrenarse en octubre de 2022.

## Personajes
Sarasa Ford (サラサ・フィード Sarasa Fīdo?)
 Seiyū: Kanon Takao
Rorea (ロレア?)
 Seiyū: Hina Kino
Iris Lotze (アイリス・ロッツェ Airisu Rottse?)
 Seiyū: Saori Ōnishi
Kate Starven (ケイト・スターヴェン Keito Sutāven?)
 Seiyū: Nanaka Suwa

## Contenido de la obra

### Novela ligera
| Volúmenes de novelas ligeras publicadas | Volúmenes de novelas ligeras publicadas | Volúmenes de novelas ligeras publicadas |
| Número                                  | Fecha de publicación                    | ISBN                                    |
| --------------------------------------- | --------------------------------------- | --------------------------------------- |
| 1                                       | 20 de septiembre de 2019                | ISBN 9784040733159                      |
| 2                                       | 20 de noviembre de 2019                 | ISBN 9784040733166                      |
| 3                                       | 19 de marzo de 2020                     | ISBN 9784040736372                      |
| 4                                       | 19 de junio de 2020                     | ISBN 9784040737492                      |
| 5                                       | 18 de septiembre de 2021                | ISBN 9784040742571                      |

### Manga
| Volúmenes de manga publicados | Volúmenes de manga publicados | Volúmenes de manga publicados |
| Número                        | Fecha de publicación          | ISBN                          |
| ----------------------------- | ----------------------------- | ----------------------------- |
| 1                             | 8 de octubre de 2021          | ISBN 978-4-7992-1553-1        |
| 2                             | 8 de abril de 2022            | ISBN 978-4-7992-1620-0        |

### Anime
El 18 de septiembre de 2021, Fujimi Fantasia Bunko anunció una adaptación de la serie a anime. La serie será producida por el estudio ENGI y dirigida por Hiroshi Ikehata, con Shigeru Murakoshi supervisando los guiones de la serie, Yōsuke Itō diseñando los personajes y sirviendo como director de animación en jefe, y Harumi Fuuki componiendo la música. Se estrenará en octubre de 2022. Aguri Ōnishi interpretará el tema de apertura «Hajimaru Welcome» (はじまるウェルカム?), mientras que Nanaka Suwa interpretará el tema de cierre «Fine Days». Sentai Filmworks obtuvo la licencia de la serie fuera de Asia.